# Aplastapulgares
El aplastapulgares es uno de los instrumentos de tortura más antiguos y simples.
Si bien se usaron diferentes dispositivos mecánicos para llevarla a cabo, la tortura en sí consistía en el aplastamiento de uñas, falanges y nudillos en forma lenta y progresiva, extendiendo el dolor durante días sin provocar daño mortal a la víctima.
El nivel de desgarramiento podía ser controlado hasta el punto de provocar prácticamente la mutilación del miembro
Para los crímenes graves generalmente la tortura se hacía lentamente, comenzando por las uñas, luego pasando a las falanges y terminando en los nudillos, destrozando así ambas manos completamente

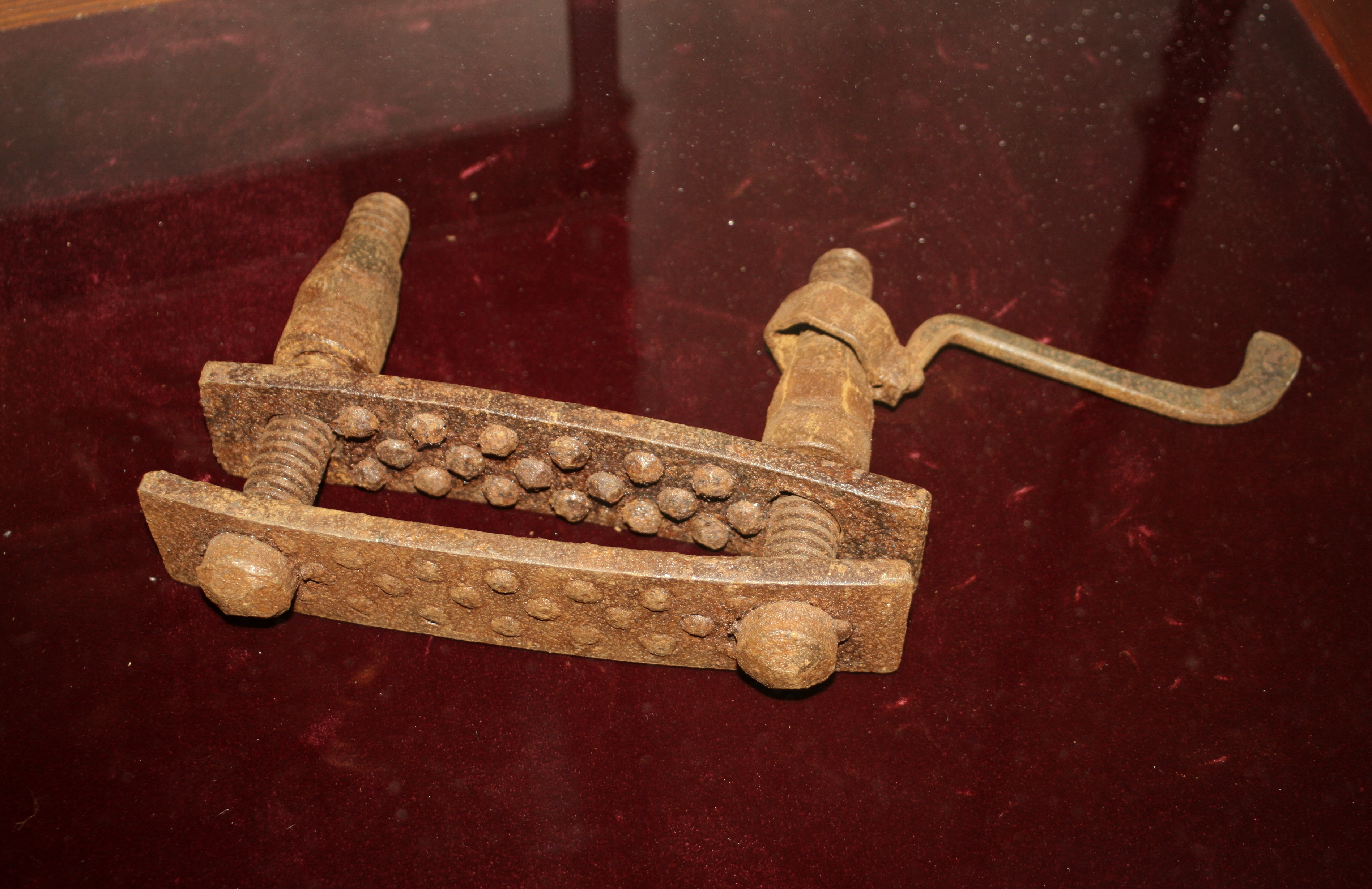
Aplastapulgares de hierro.
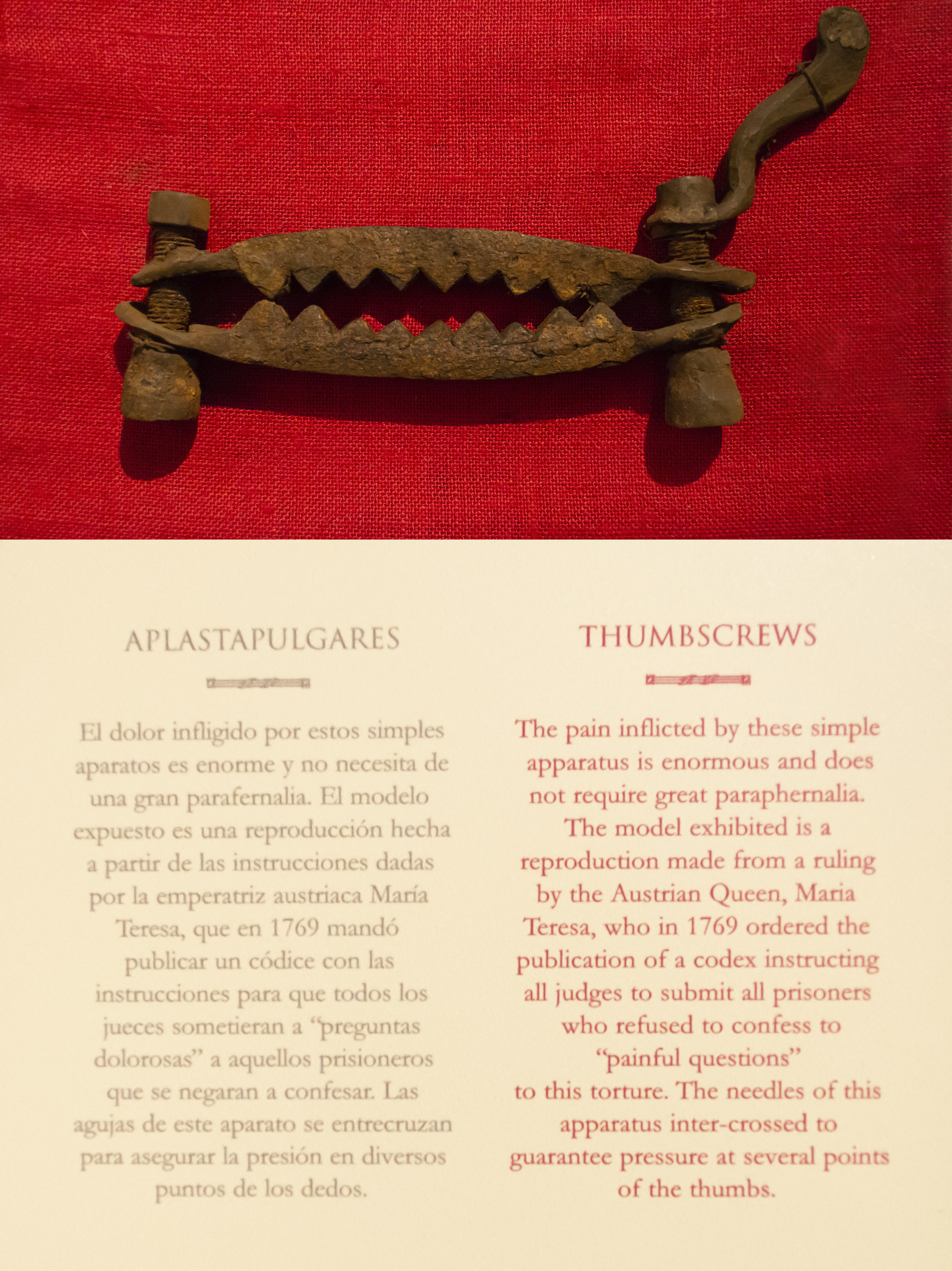
Aplastapulgares expuesto en el Palacio de los Olvidados de Granada (España).

- Datos: Q1172972
- Multimedia: Thumbscrews (torture) / Q1172972